# Campionat de França de rugbi Pro D2 2021-2022
El Campionat de França de rugbi Pro D2 2021-2021 on el vigent campió va ser la USA Perpinyà a la temporada 2020-2021 que està jugant al Top 14 aquest any, s'inicià el 26 d'agost del 2021. S'acabarà el mes de juny del 2022.

## Resultats

### Fase preliminar
| Clubs              | SUA     | SACA    | AB      | ASBH    | USB     | USC     | USCO    | FCG     | SM      | USM     | RCNM    | USON    | USO     | PR      | RNR     | RCV     |
| ------------------ | ------- | ------- | ------- | ------- | ------- | ------- | ------- | ------- | ------- | ------- | ------- | ------- | ------- | ------- | ------- | ------- |
| SU Agen            |         | 25 – 21 |         | 9 – 12  | 24 – 28 |         | 18 – 8  |         |         | 41 – 17 | 15 – 17 |         | 14 – 19 | 20 – 18 |         |         |
| Stade aurillacois  |         |         | 20 – 28 |         | 26 – 12 | 30 – 23 |         | 21 – 16 |         |         |         |         |         | 20 – 12 | 36 – 9  | 9 – 3   |
| Aviron Bayonnais   | 37 – 16 |         |         | 20 – 16 |         | 25 – 14 |         |         | 14 – 33 | 41 – 24 |         | 23 – 23 |         | 47 – 19 |         |         |
| AS Béziers Hérault |         | 22 – 19 |         |         |         |         | 16 – 15 |         | 22 – 32 |         | 34 – 18 | 25 – 7  |         | 24 – 25 | 34 – 29 |         |
| US bressane        |         |         | 3 – 24  | 30 – 22 |         | 22 – 26 |         | 30 – 20 |         | 20 – 24 | 36 – 33 |         | 8 – 49  |         | 20 – 20 |         |
| U S Carcassonnaise | 15 – 11 |         |         | 24 – 18 |         |         |         | 20 – 9  | 22 – 26 |         |         | 26 – 25 |         | 28 – 30 | 30 – 14 | 14 – 14 |
| US Colomiers       |         | 27 – 0  | 27 – 26 |         | 27 – 10 | 16 – 17 |         |         |         | 41 – 14 |         |         |         | 34 – 19 |         | 23 – 29 |
| FC Grenoble        | 17 – 13 |         | 13 – 18 | 19 – 21 |         |         | 15 – 22 |         | 32 – 19 |         | 26 – 8  |         | 14 – 22 |         |         |         |
| Stade montois      | 43 – 8  | 38 – 10 |         |         | 48 – 13 |         | 27 – 9  |         |         |         |         | 41 – 20 |         | 32 – 13 | 45 – 8  | 46 – 5  |
| US Montauban       |         | 19 – 9  |         | 37 – 11 |         | 25 – 16 |         | 25 – 25 | 21 – 18 |         |         | 33 – 17 |         |         | 37 – 22 | 25 – 19 |
| RC Narbonne        |         | 26 – 30 | 9 – 35  |         |         | 22 – 27 | 20 – 23 |         | 14 – 37 | 9 – 11  |         | 30 – 33 |         |         |         |         |
| USO Nevers         | 41 – 8  | 37 – 3  |         |         | 52 – 13 |         | 19 – 17 | 21 – 21 |         |         |         |         | 21 – 18 |         |         | 20 – 16 |
| US Oyonnax         |         | 32 – 15 | 30 – 21 | 42 – 12 |         | 23 – 6  | 21 – 23 |         | 36 – 19 | 56 – 6  | 70 – 0  |         |         |         |         |         |
| Provence rugby     |         |         |         |         | 23 – 17 |         |         | 19 – 13 |         | 37 – 15 | 15 – 18 | 26 – 23 | 27 – 33 |         | 21 – 22 |         |
| Rouen NR           | 27 – 23 |         | 27 – 28 |         |         |         | 19 – 24 | 16 – 21 |         |         | 57 – 16 | 10 – 23 | 25 – 16 |         |         | 19 – 10 |
| RC Vannetais       | 46 – 3  |         | 18 – 26 | 20 – 8  | 20 – 13 |         |         | 33 – 38 |         |         | 13 – 13 |         | 6 – 23  | 25 – 22 |         |         |